# Costa (Abegondo)
Costa (llamada oficialmente A Costa) es una aldea española situada en la parroquia de Presedo, del municipio de Abegondo, en la provincia de La Coruña, Galicia.

## Demografía
| Gráfica de evolución demográfica de Costa entre 1999 y 2023 |
|                                                             |
| Datos según el nomenclátor publicado por el INE.            |